# Strada regionale 6 della Murgia Centrale
La ex strada regionale 6 della Murgia Centrale (SR 6), ora strada provinciale 3 della Murgia Centrale (SP 3), è una superstrada in territorio pugliese, il cui percorso si sviluppa interamente nella provincia di Barletta-Andria-Trani. Essa dispone di due corsie per senso di marcia, corsia di emergenza e spartitraffico centrale, è priva di incroci a raso e ha una lunghezza complessiva di circa 35 km.

## Percorso
La ex SR 6 inizia dalla strada statale 93 Appulo-Lucana, nei pressi del casello autostradale di Canosa di Puglia che collega la statale all'autostrada A14; dopo qualche chilometro interseca la ex strada statale 98 Andriese-Coratina (attuale SP 2 in provincia di Barletta-Andria-Trani); successivamente attraversa i territori dei comuni di Minervino Murge e Spinazzola, affiancandosi alla ex strada statale 97 delle Murge (attuale SP 4 in provincia di Barletta-Andria-Trani) e infine termina nel territorio di Spinazzola, in località Cavone, allacciandosi alla ex SP 138 (ora SP 47).
Il tracciato è incompleto di un tratto di strada nei pressi di Minervino Murge, a causa del ritrovamento dei resti di un villaggio dell'età del rame, che ne ha impedito il completamento.
Tale ritrovamento ha causato notevoli ritardi nell'apertura dell'arteria, cosicché, alle porte di Minervino Murge, gli automobilisti sono costretti ad uscire dalla SP 3 (ex SR 6) per immettersi sulla ex strada statale 97 delle Murge (attuale SP 4 in provincia di Barletta-Andria-Trani), per poi ritornare, dopo meno di cinque chilometri, sulla ex strada regionale 6, proseguendo in direzione Spinazzola.

## Storia

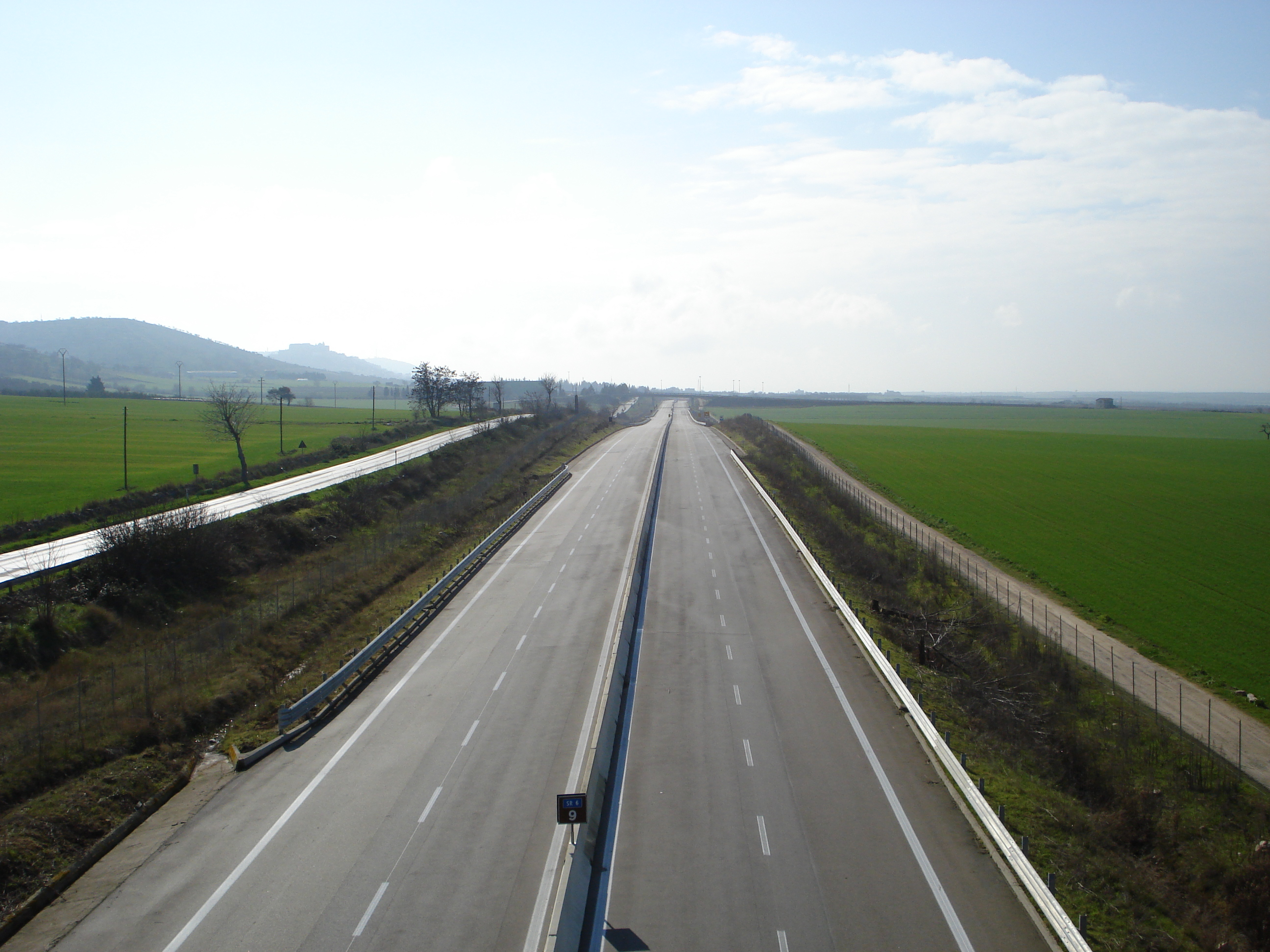
La ex SR 6 presso Minervino Murge, sullo sfondo

La ex SR 6 (ora SP 3) è stata realizzata per evitare l'isolamento dei comuni dell'entroterra, Minervino Murge e Spinazzola e permettere loro un rapido accesso all'autostrada A14. Essa assume inoltre grande importanza nell'ambito delle infrastrutture stradali della nuova provincia pugliese, consentendo un rapido collegamento con i comuni capoluogo.
La gestione è stata trasferita dalla Regione Puglia alla Provincia di Bari. Dal 2 novembre 2009 è gestita dalla Provincia di Barletta-Andria-Trani. Con il passaggio alla nuova provincia, la strada ha ricevuto la denominazione ufficiale di strada provinciale 3 della Murgia Centrale, ma è anche nota come strada provinciale 3 Minervino - Spinazzola.
La ex strada regionale 6 è stata aperta al traffico, limitatamente al primo tratto Canosa di Puglia - Minervino Murge (circa 15 km), il 6 novembre 2009.
Il 1º giugno 2010  è stato aperto al traffico anche il secondo tratto Minervino Murge - Spinazzola.
Il tratto presso Minervino Murge tuttavia non è ad oggi (24 luglio 2025) ancora aperto e il traffico deve deviare sulla strada provinciale 4 delle Murge (SP 4 ex SP 230).